# Lerista frosti
Espèce
Synonymes
- Rhodona tetradactyla Lucas & Frost, 1895
- Lygosoma frosti Zietz, 1920

Lerista frosti est une espèce de sauriens de la famille des Scincidae.

## Répartition
Cette espèce est endémique du Territoire du Nord en Australie. Sa présence est incertaine en Australie-Occidentale et en Australie-Méridionale.

## Taxinomie
Arthur Henry Shakespeare Lucas et Charles Frost avaient décrit Rhodona tetradactyla en 1895, Fritz Robert Zietz en 1920 ne pouvait le déplacer dans le genre Lygosoma en Lygosoma tetradactyla (Lucas & Frost, 1895) car ce nom était préoccupé par Lygosoma tetradactyla (O'Shaughnessy, 1879) (qui est maintenant Carlia tetradactyla (O'Shaughnessy, 1879)) ; Fritz Robert Zietz l'a donc renommé Lygosoma frosti Zietz, 1920.

## Étymologie
Cette espèce est nommée en l'honneur de Charles Frost.

## Publication originale
- Zietz, 1920 : Catalogue of Australian lizards. Records of the South Australian Museum, vol. 1, p. 181-228 (texte intégral).